# Leptophryne borbonica
A Leptophryne borbonica egy varangyfaj. Indonéziában, Thailandon és Malajziában él. Az élőhelye a trópusi, szubtrópusi esőerdő, főleg alacsony elhelyezkedésben. A fairtás miatt veszélybe kerülhet. 1838-ban írták le a fajt.